# 阿拉伯部落

公元600年阿拉伯半岛上的阿拉伯部落

阿拉伯部落（阿拉伯语：قبائل الجزيرة العربية）是指起源于阿拉伯半岛的阿拉伯人部落。 
阿拉伯部落一開始住在阿拉伯半岛。随着伊斯蘭教的傳播，阿拉伯部落开始來到許多地区定居，黎凡特、美索不达米亚、埃及、苏丹、馬格里布、和胡齐斯坦等地都出現了阿拉伯部落。
阿拉伯部落來到這些地方後，當地的人口結構出現重大變化。黎凡特和北非的种族、文化、语言和基因受阿拉伯部落影響也逐步阿拉伯化。 